# Llista de topònims de les Borges Blanques
Llista de topònims (noms propis de lloc) del municipi de les Borges Blanques, a les Garrigues
Informació actualitzada per un bot. Els canvis manuals es perdran quan s'actualitzi!

## cabana
| imatge | Nom                              | Ubicat a            | instància de | Detalls | coordenades                                                          | Protecció | Commons (més fotos) | Dades a WD                    |
| ------ | -------------------------------- | ------------------- | ------------ | ------- | -------------------------------------------------------------------- | --------- | ------------------- | ----------------------------- |
|        | Cabana del Mas                   | les Borges Blanques | cabana       |         | 41° 28′ 44″ N, 0° 54′ 14″ E / 41.478958089821°N,0.903897498892685°E  |           |                     | Modifica les dades a Wikidata |
|        | Cabana el Cotut                  | les Borges Blanques | cabana       |         | 41° 27′ 30″ N, 0° 53′ 08″ E / 41.4582028234849°N,0.885493715623319°E |           |                     | Modifica les dades a Wikidata |
|        | Cabana el Perdut                 | les Borges Blanques | cabana       |         | 41° 27′ 26″ N, 0° 53′ 03″ E / 41.4572887973477°N,0.884278275497938°E |           |                     | Modifica les dades a Wikidata |
|        | Cabana el Roques                 | les Borges Blanques | cabana       |         | 41° 27′ 24″ N, 0° 52′ 54″ E / 41.4567274750095°N,0.881674569609357°E |           |                     | Modifica les dades a Wikidata |
|        | Cabana el Suro                   | les Borges Blanques | cabana       |         | 41° 27′ 14″ N, 0° 53′ 09″ E / 41.4540189430879°N,0.88572543083722°E  |           |                     | Modifica les dades a Wikidata |
|        | Cabana nova de l'Àngel del Pau   | les Borges Blanques | cabana       |         | 41° 29′ 06″ N, 0° 52′ 27″ E / 41.485023567037°N,0.874189088266819°E  |           |                     | Modifica les dades a Wikidata |
|        | Clos de l'Hostal del Llop        | les Borges Blanques | cabana       |         | 41° 29′ 01″ N, 0° 54′ 45″ E / 41.4837277746673°N,0.912595026661196°E |           |                     | Modifica les dades a Wikidata |
|        | Clos del Beleta                  | les Borges Blanques | cabana       |         | 41° 29′ 14″ N, 0° 53′ 35″ E / 41.487287912014°N,0.892980443397258°E  |           |                     | Modifica les dades a Wikidata |
|        | Clos del Jaume de l'Espluga      | les Borges Blanques | cabana       |         | 41° 29′ 50″ N, 0° 54′ 06″ E / 41.4973446550927°N,0.901639318498385°E |           |                     | Modifica les dades a Wikidata |
|        | Clos del Manyana                 | les Borges Blanques | cabana       |         | 41° 28′ 04″ N, 0° 55′ 25″ E / 41.4676694217534°N,0.923576069103987°E |           |                     | Modifica les dades a Wikidata |
|        | Clos del Mariassa                | les Borges Blanques | cabana       |         | 41° 29′ 16″ N, 0° 53′ 24″ E / 41.4879101055851°N,0.890073540433735°E |           |                     | Modifica les dades a Wikidata |
|        | Clos del Ros Tapiador            | les Borges Blanques | cabana       |         | 41° 28′ 19″ N, 0° 54′ 32″ E / 41.4718970112533°N,0.908855285267776°E |           |                     | Modifica les dades a Wikidata |
|        | Clos del Tito                    | les Borges Blanques | cabana       |         | 41° 29′ 39″ N, 0° 53′ 42″ E / 41.4940509720111°N,0.894893509205449°E |           |                     | Modifica les dades a Wikidata |
|        | Mas de la Rogeta                 | les Borges Blanques | cabana       |         | 41° 27′ 21″ N, 0° 53′ 08″ E / 41.4557447878494°N,0.885537667383278°E |           |                     | Modifica les dades a Wikidata |
|        | cabana de l'Agambis              | les Borges Blanques | cabana       |         | 41° 28′ 24″ N, 0° 52′ 32″ E / 41.4734588318207°N,0.875644932782611°E |           |                     | Modifica les dades a Wikidata |
|        | cabana de l'Anastasi             | les Borges Blanques | cabana       |         | 41° 28′ 30″ N, 0° 54′ 31″ E / 41.4749621633738°N,0.908517214189804°E |           |                     | Modifica les dades a Wikidata |
|        | cabana de l'Armando del Quefe    | les Borges Blanques | cabana       |         | 41° 29′ 02″ N, 0° 53′ 03″ E / 41.4839462170887°N,0.884141614103195°E |           |                     | Modifica les dades a Wikidata |
|        | cabana de l'Arquers              | les Borges Blanques | cabana       |         | 41° 29′ 36″ N, 0° 50′ 44″ E / 41.4932274729708°N,0.845578202190445°E |           |                     | Modifica les dades a Wikidata |
|        | cabana de l'Aurelles             | les Borges Blanques | cabana       |         | 41° 28′ 29″ N, 0° 51′ 45″ E / 41.4748566175217°N,0.862617585848638°E |           |                     | Modifica les dades a Wikidata |
|        | cabana de l'Ebrílio              | les Borges Blanques | cabana       |         | 41° 28′ 51″ N, 0° 55′ 27″ E / 41.4807649108002°N,0.924056191190077°E |           |                     | Modifica les dades a Wikidata |
|        | cabana de l'Eliseu               | les Borges Blanques | cabana       |         | 41° 29′ 22″ N, 0° 51′ 21″ E / 41.4894999842104°N,0.855763620092754°E |           |                     | Modifica les dades a Wikidata |
|        | cabana de l'Esbracerat           | les Borges Blanques | cabana       |         | 41° 27′ 36″ N, 0° 53′ 15″ E / 41.4599774792296°N,0.887471456262177°E |           |                     | Modifica les dades a Wikidata |
|        | cabana de l'Esclafidor           | les Borges Blanques | cabana       |         | 41° 28′ 57″ N, 0° 52′ 04″ E / 41.4824008588275°N,0.867771267978357°E |           |                     | Modifica les dades a Wikidata |
|        | cabana de l'Iris                 | les Borges Blanques | cabana       |         | 41° 27′ 44″ N, 0° 53′ 00″ E / 41.4621356587127°N,0.883366348773756°E |           |                     | Modifica les dades a Wikidata |
|        | cabana de l'Àngel Camí           | les Borges Blanques | cabana       |         | 41° 29′ 54″ N, 0° 52′ 55″ E / 41.4982700160005°N,0.881866285614248°E |           |                     | Modifica les dades a Wikidata |
|        | cabana de la Caseta              | les Borges Blanques | cabana       |         | 41° 29′ 57″ N, 0° 53′ 06″ E / 41.4990555518864°N,0.884907611630974°E |           |                     | Modifica les dades a Wikidata |
|        | cabana de la Gepa                | les Borges Blanques | cabana       |         | 41° 29′ 10″ N, 0° 55′ 07″ E / 41.4860954487423°N,0.918495947568923°E |           |                     | Modifica les dades a Wikidata |
|        | cabana de les Magines            | les Borges Blanques | cabana       |         | 41° 28′ 31″ N, 0° 52′ 31″ E / 41.475309116892°N,0.875368927756711°E  |           |                     | Modifica les dades a Wikidata |
|        | cabana de les Terrers            | les Borges Blanques | cabana       |         | 41° 29′ 44″ N, 0° 52′ 21″ E / 41.4955135577033°N,0.872576146898812°E |           |                     | Modifica les dades a Wikidata |
|        | cabana del Beneta                | les Borges Blanques | cabana       |         | 41° 28′ 01″ N, 0° 55′ 23″ E / 41.4668651786003°N,0.922931178660942°E |           |                     | Modifica les dades a Wikidata |
|        | cabana del Bepon                 | les Borges Blanques | cabana       |         | 41° 28′ 26″ N, 0° 51′ 43″ E / 41.4738616887683°N,0.861907801047517°E |           |                     | Modifica les dades a Wikidata |
|        | cabana del Biel                  | les Borges Blanques | cabana       |         | 41° 29′ 01″ N, 0° 51′ 15″ E / 41.4837415284068°N,0.854144975227842°E |           |                     | Modifica les dades a Wikidata |
|        | cabana del Bigordà               | les Borges Blanques | cabana       |         | 41° 29′ 10″ N, 0° 51′ 17″ E / 41.4862111285376°N,0.854722236029837°E |           |                     | Modifica les dades a Wikidata |
|        | cabana del Bonic                 | les Borges Blanques | cabana       |         | 41° 27′ 54″ N, 0° 52′ 21″ E / 41.4649318992079°N,0.872367146181383°E |           |                     | Modifica les dades a Wikidata |
|        | cabana del Branques              | les Borges Blanques | cabana       |         | 41° 28′ 30″ N, 0° 54′ 01″ E / 41.4750799376361°N,0.900154316770784°E |           |                     | Modifica les dades a Wikidata |
|        | cabana del Bueno                 | les Borges Blanques | cabana       |         | 41° 27′ 55″ N, 0° 53′ 29″ E / 41.4651926117551°N,0.891409187370949°E |           |                     | Modifica les dades a Wikidata |
|        | cabana del Cadet                 | les Borges Blanques | cabana       |         | 41° 27′ 50″ N, 0° 51′ 45″ E / 41.4637849942251°N,0.862490442811362°E |           |                     | Modifica les dades a Wikidata |
|        | cabana del Caixes                | les Borges Blanques | cabana       |         | 41° 29′ 34″ N, 0° 52′ 58″ E / 41.4926765423926°N,0.8828272250524°E   |           |                     | Modifica les dades a Wikidata |
|        | cabana del Caragolet             | les Borges Blanques | cabana       |         | 41° 27′ 56″ N, 0° 52′ 36″ E / 41.4654888251788°N,0.876671548047184°E |           |                     | Modifica les dades a Wikidata |
|        | cabana del Carrera               | les Borges Blanques | cabana       |         | 41° 27′ 57″ N, 0° 52′ 54″ E / 41.465849365974°N,0.881569151727776°E  |           |                     | Modifica les dades a Wikidata |
|        | cabana del Castillejos           | les Borges Blanques | cabana       |         | 41° 29′ 33″ N, 0° 51′ 51″ E / 41.4926123628179°N,0.864261856223916°E |           |                     | Modifica les dades a Wikidata |
|        | cabana del Cau                   | les Borges Blanques | cabana       |         | 41° 29′ 30″ N, 0° 53′ 55″ E / 41.4916129798307°N,0.898494253856501°E |           |                     | Modifica les dades a Wikidata |
|        | cabana del Celler                | les Borges Blanques | cabana       |         | 41° 28′ 52″ N, 0° 53′ 05″ E / 41.4811826179279°N,0.88471062591037°E  |           |                     | Modifica les dades a Wikidata |
|        | cabana del Claret                | les Borges Blanques | cabana       |         | 41° 28′ 07″ N, 0° 53′ 34″ E / 41.4685687748561°N,0.892808548808379°E |           |                     | Modifica les dades a Wikidata |
|        | cabana del Cuco                  | les Borges Blanques | cabana       |         | 41° 28′ 22″ N, 0° 51′ 32″ E / 41.4726639723265°N,0.85901322362381°E  |           |                     | Modifica les dades a Wikidata |
|        | cabana del Draps del Gregori     | les Borges Blanques | cabana       |         | 41° 28′ 44″ N, 0° 54′ 59″ E / 41.4788363361937°N,0.916524654798211°E |           |                     | Modifica les dades a Wikidata |
|        | cabana del Flaüta                | les Borges Blanques | cabana       |         | 41° 27′ 35″ N, 0° 53′ 05″ E / 41.4596026135763°N,0.884717879272158°E |           |                     | Modifica les dades a Wikidata |
|        | cabana del Gabriel del Lliró     | les Borges Blanques | cabana       |         | 41° 28′ 56″ N, 0° 54′ 12″ E / 41.4820836083593°N,0.9034134718121°E   |           |                     | Modifica les dades a Wikidata |
|        | cabana del Gall                  | les Borges Blanques | cabana       |         | 41° 29′ 57″ N, 0° 50′ 44″ E / 41.4991976566449°N,0.845512044362526°E |           |                     | Modifica les dades a Wikidata |
|        | cabana del Garber                | les Borges Blanques | cabana       |         | 41° 29′ 48″ N, 0° 52′ 37″ E / 41.4965869095203°N,0.87704539060651°E  |           |                     | Modifica les dades a Wikidata |
|        | cabana del Gregori Urgell        | les Borges Blanques | cabana       |         | 41° 28′ 04″ N, 0° 55′ 00″ E / 41.4678402643021°N,0.916589492460704°E |           |                     | Modifica les dades a Wikidata |
|        | cabana del Grinyó                | les Borges Blanques | cabana       |         | 41° 29′ 34″ N, 0° 52′ 56″ E / 41.492762767619°N,0.882129631761154°E  |           |                     | Modifica les dades a Wikidata |
|        | cabana del Guiu                  | les Borges Blanques | cabana       |         | 41° 29′ 25″ N, 0° 54′ 12″ E / 41.4903512899892°N,0.903386385810362°E |           |                     | Modifica les dades a Wikidata |
|        | cabana del Guixero               | les Borges Blanques | cabana       |         | 41° 29′ 39″ N, 0° 52′ 05″ E / 41.4940622063606°N,0.868131430942966°E |           |                     | Modifica les dades a Wikidata |
|        | cabana del Jaume Culs            | les Borges Blanques | cabana       |         | 41° 28′ 18″ N, 0° 54′ 41″ E / 41.4716884778328°N,0.91125702626012°E  |           |                     | Modifica les dades a Wikidata |
|        | cabana del Jepet                 | les Borges Blanques | cabana       |         | 41° 28′ 20″ N, 0° 53′ 12″ E / 41.4721286538982°N,0.886549919000819°E |           |                     | Modifica les dades a Wikidata |
|        | cabana del Josa                  | les Borges Blanques | cabana       |         | 41° 29′ 11″ N, 0° 53′ 07″ E / 41.4863722556198°N,0.885296373595104°E |           |                     | Modifica les dades a Wikidata |
|        | cabana del Josep Maria Llord     | les Borges Blanques | cabana       |         | 41° 29′ 26″ N, 0° 50′ 26″ E / 41.4904870525191°N,0.840650013134573°E |           |                     | Modifica les dades a Wikidata |
|        | cabana del Josepet del Ferrer    | les Borges Blanques | cabana       |         | 41° 29′ 56″ N, 0° 52′ 43″ E / 41.4988310572881°N,0.878589393724382°E |           |                     | Modifica les dades a Wikidata |
|        | cabana del Llaurador             | les Borges Blanques | cabana       |         | 41° 29′ 29″ N, 0° 52′ 54″ E / 41.4912696131793°N,0.881747050663317°E |           |                     | Modifica les dades a Wikidata |
|        | cabana del Llorac                | les Borges Blanques | cabana       |         | 41° 28′ 54″ N, 0° 55′ 24″ E / 41.4817352726782°N,0.923426357235262°E |           |                     | Modifica les dades a Wikidata |
|        | cabana del Lluçà                 | les Borges Blanques | cabana       |         | 41° 28′ 03″ N, 0° 52′ 22″ E / 41.4675524571714°N,0.872832258167234°E |           |                     | Modifica les dades a Wikidata |
|        | cabana del Majoral               | les Borges Blanques | cabana       |         | 41° 29′ 55″ N, 0° 53′ 28″ E / 41.4986313838516°N,0.891234947372967°E |           |                     | Modifica les dades a Wikidata |
|        | cabana del Manico                | les Borges Blanques | cabana       |         | 41° 28′ 57″ N, 0° 54′ 01″ E / 41.4825491152748°N,0.900296371940215°E |           |                     | Modifica les dades a Wikidata |
|        | cabana del Manresa               | les Borges Blanques | cabana       |         | 41° 28′ 51″ N, 0° 54′ 06″ E / 41.4807926185353°N,0.901766363783657°E |           |                     | Modifica les dades a Wikidata |
|        | cabana del Manuelet              | les Borges Blanques | cabana       |         | 41° 29′ 06″ N, 0° 55′ 39″ E / 41.4850141303849°N,0.927441941656407°E |           |                     | Modifica les dades a Wikidata |
|        | cabana del Marialera             | les Borges Blanques | cabana       |         | 41° 28′ 11″ N, 0° 55′ 07″ E / 41.4696705845082°N,0.918686336499016°E |           |                     | Modifica les dades a Wikidata |
|        | cabana del Mariassa              | les Borges Blanques | cabana       |         | 41° 29′ 24″ N, 0° 53′ 18″ E / 41.4901004692936°N,0.888205657208818°E |           |                     | Modifica les dades a Wikidata |
|        | cabana del Marià del Mariamossa  | les Borges Blanques | cabana       |         | 41° 28′ 37″ N, 0° 55′ 12″ E / 41.477079790521°N,0.919994145900261°E  |           |                     | Modifica les dades a Wikidata |
|        | cabana del Mas                   | les Borges Blanques | cabana       |         | 41° 29′ 41″ N, 0° 54′ 16″ E / 41.4948402247765°N,0.904571292026342°E |           |                     | Modifica les dades a Wikidata |
|        | cabana del Masgoret              | les Borges Blanques | cabana       |         | 41° 29′ 27″ N, 0° 54′ 06″ E / 41.4907229368877°N,0.901541658974709°E |           |                     | Modifica les dades a Wikidata |
|        | cabana del Masses                | les Borges Blanques | cabana       |         | 41° 27′ 51″ N, 0° 53′ 02″ E / 41.4640455168473°N,0.883878954108263°E |           |                     | Modifica les dades a Wikidata |
|        | cabana del Melani Xurivit        | les Borges Blanques | cabana       |         | 41° 28′ 35″ N, 0° 54′ 39″ E / 41.4764428756598°N,0.910697139993693°E |           |                     | Modifica les dades a Wikidata |
|        | cabana del Meno                  | les Borges Blanques | cabana       |         | 41° 29′ 02″ N, 0° 50′ 59″ E / 41.4839101408131°N,0.849671847156647°E |           |                     | Modifica les dades a Wikidata |
|        | cabana del Menso                 | les Borges Blanques | cabana       |         | 41° 29′ 31″ N, 0° 53′ 13″ E / 41.4918407541359°N,0.886843415872409°E |           |                     | Modifica les dades a Wikidata |
|        | cabana del Mies                  | les Borges Blanques | cabana       |         | 41° 29′ 21″ N, 0° 50′ 48″ E / 41.4890680122148°N,0.846626425443348°E |           |                     | Modifica les dades a Wikidata |
|        | cabana del Minguella             | les Borges Blanques | cabana       |         | 41° 29′ 39″ N, 0° 50′ 36″ E / 41.4941375909105°N,0.84320009647906°E  |           |                     | Modifica les dades a Wikidata |
|        | cabana del Mitjano               | les Borges Blanques | cabana       |         | 41° 28′ 09″ N, 0° 55′ 09″ E / 41.4692023833437°N,0.919192281487872°E |           |                     | Modifica les dades a Wikidata |
|        | cabana del Nadal                 | les Borges Blanques | cabana       |         | 41° 28′ 27″ N, 0° 52′ 59″ E / 41.4741700154655°N,0.882950775891364°E |           |                     | Modifica les dades a Wikidata |
|        | cabana del Paco                  | les Borges Blanques | cabana       |         | 41° 29′ 37″ N, 0° 51′ 49″ E / 41.4934763590976°N,0.863742318174272°E |           |                     | Modifica les dades a Wikidata |
|        | cabana del Pagès del Bardia      | les Borges Blanques | cabana       |         | 41° 29′ 56″ N, 0° 51′ 27″ E / 41.4990275924455°N,0.857617653848851°E |           |                     | Modifica les dades a Wikidata |
|        | cabana del Paisano               | les Borges Blanques | cabana       |         | 41° 28′ 01″ N, 0° 53′ 12″ E / 41.4670400247391°N,0.886559584342733°E |           |                     | Modifica les dades a Wikidata |
|        | cabana del Pana                  | les Borges Blanques | cabana       |         | 41° 28′ 56″ N, 0° 51′ 43″ E / 41.4823176034738°N,0.861833357423887°E |           |                     | Modifica les dades a Wikidata |
|        | cabana del Pastisser             | les Borges Blanques | cabana       |         | 41° 29′ 31″ N, 0° 52′ 46″ E / 41.4919679956521°N,0.879568088736258°E |           |                     | Modifica les dades a Wikidata |
|        | cabana del Pau Cabrer            | les Borges Blanques | cabana       |         | 41° 29′ 42″ N, 0° 51′ 43″ E / 41.4948906081033°N,0.861815061416755°E |           |                     | Modifica les dades a Wikidata |
|        | cabana del Pauet del Corrillo    | les Borges Blanques | cabana       |         | 41° 29′ 33″ N, 0° 52′ 16″ E / 41.4924495572893°N,0.871023345520339°E |           |                     | Modifica les dades a Wikidata |
|        | cabana del Pep de Savellà        | les Borges Blanques | cabana       |         | 41° 28′ 33″ N, 0° 51′ 00″ E / 41.4759360346596°N,0.849983447537375°E |           |                     | Modifica les dades a Wikidata |
|        | cabana del Perdut                | les Borges Blanques | cabana       |         | 41° 28′ 10″ N, 0° 51′ 00″ E / 41.4693188516792°N,0.850130338117925°E |           |                     | Modifica les dades a Wikidata |
|        | cabana del Peret de la Capella   | les Borges Blanques | cabana       |         | 41° 29′ 34″ N, 0° 54′ 23″ E / 41.4927940461423°N,0.906458082259298°E |           |                     | Modifica les dades a Wikidata |
|        | cabana del Perla                 | les Borges Blanques | cabana       |         | 41° 29′ 07″ N, 0° 55′ 11″ E / 41.4852253139499°N,0.919685643142627°E |           |                     | Modifica les dades a Wikidata |
|        | cabana del Perutxo               | les Borges Blanques | cabana       |         | 41° 29′ 53″ N, 0° 50′ 40″ E / 41.4979458824436°N,0.844559212127389°E |           |                     | Modifica les dades a Wikidata |
|        | cabana del Piferrer              | les Borges Blanques | cabana       |         | 41° 29′ 32″ N, 0° 52′ 40″ E / 41.4922969013309°N,0.877868325806901°E |           |                     | Modifica les dades a Wikidata |
|        | cabana del Pitxano               | les Borges Blanques | cabana       |         | 41° 29′ 03″ N, 0° 53′ 50″ E / 41.4841783445207°N,0.897285317872448°E |           |                     | Modifica les dades a Wikidata |
|        | cabana del Piu                   | les Borges Blanques | cabana       |         | 41° 27′ 49″ N, 0° 55′ 16″ E / 41.4636637526502°N,0.921213383160499°E |           |                     | Modifica les dades a Wikidata |
|        | cabana del Plata-i-oro           | les Borges Blanques | cabana       |         | 41° 27′ 46″ N, 0° 53′ 22″ E / 41.4627242531093°N,0.889417768807776°E |           |                     | Modifica les dades a Wikidata |
|        | cabana del Platots               | les Borges Blanques | cabana       |         | 41° 28′ 24″ N, 0° 51′ 11″ E / 41.4733838474166°N,0.853181435813318°E |           |                     | Modifica les dades a Wikidata |
|        | cabana del Polperet              | les Borges Blanques | cabana       |         | 41° 28′ 40″ N, 0° 51′ 41″ E / 41.4776987488196°N,0.861434331420097°E |           |                     | Modifica les dades a Wikidata |
|        | cabana del Pom                   | les Borges Blanques | cabana       |         | 41° 27′ 55″ N, 0° 52′ 45″ E / 41.4651549423007°N,0.879077235034197°E |           |                     | Modifica les dades a Wikidata |
|        | cabana del Puigsaquer            | les Borges Blanques | cabana       |         | 41° 28′ 24″ N, 0° 52′ 39″ E / 41.4734285362467°N,0.877418292066377°E |           |                     | Modifica les dades a Wikidata |
|        | cabana del Quintana              | les Borges Blanques | cabana       |         | 41° 29′ 54″ N, 0° 53′ 23″ E / 41.4983957926056°N,0.889685181272084°E |           |                     | Modifica les dades a Wikidata |
|        | cabana del Rabasser              | les Borges Blanques | cabana       |         | 41° 28′ 15″ N, 0° 52′ 40″ E / 41.4709053550061°N,0.877835934940211°E |           |                     | Modifica les dades a Wikidata |
|        | cabana del Racó del Biel         | les Borges Blanques | cabana       |         | 41° 28′ 54″ N, 0° 51′ 06″ E / 41.4817498916837°N,0.851671589071581°E |           |                     | Modifica les dades a Wikidata |
|        | cabana del Racó del Bueno        | les Borges Blanques | cabana       |         | 41° 28′ 30″ N, 0° 50′ 57″ E / 41.4749853664428°N,0.849236454919517°E |           |                     | Modifica les dades a Wikidata |
|        | cabana del Rafel Llaurador       | les Borges Blanques | cabana       |         | 41° 29′ 26″ N, 0° 51′ 52″ E / 41.4906808857333°N,0.864528960807603°E |           |                     | Modifica les dades a Wikidata |
|        | cabana del Ramon Vallès          | les Borges Blanques | cabana       |         | 41° 29′ 50″ N, 0° 53′ 00″ E / 41.4973524435287°N,0.88339368091144°E  |           |                     | Modifica les dades a Wikidata |
|        | cabana del Ritx                  | les Borges Blanques | cabana       |         | 41° 28′ 49″ N, 0° 54′ 57″ E / 41.480318005443°N,0.91578252591852°E   |           |                     | Modifica les dades a Wikidata |
|        | cabana del Romero                | les Borges Blanques | cabana       |         | 41° 29′ 18″ N, 0° 52′ 13″ E / 41.4884354920422°N,0.870208540299606°E |           |                     | Modifica les dades a Wikidata |
|        | cabana del Romà                  | les Borges Blanques | cabana       |         | 41° 28′ 51″ N, 0° 50′ 55″ E / 41.4809018390688°N,0.848705404393984°E |           |                     | Modifica les dades a Wikidata |
|        | cabana del Saragossa             | les Borges Blanques | cabana       |         | 41° 28′ 31″ N, 0° 54′ 44″ E / 41.4753092939784°N,0.912254491546386°E |           |                     | Modifica les dades a Wikidata |
|        | cabana del Savoi                 | les Borges Blanques | cabana       |         | 41° 28′ 41″ N, 0° 53′ 29″ E / 41.4780731547797°N,0.89145864663504°E  |           |                     | Modifica les dades a Wikidata |
|        | cabana del Segalet               | les Borges Blanques | cabana       |         | 41° 29′ 38″ N, 0° 51′ 09″ E / 41.4938418787158°N,0.852421921428614°E |           |                     | Modifica les dades a Wikidata |
|        | cabana del Sinyoretes            | les Borges Blanques | cabana       |         | 41° 28′ 40″ N, 0° 54′ 19″ E / 41.4776764384883°N,0.905232250353775°E |           |                     | Modifica les dades a Wikidata |
|        | cabana del Solispes              | les Borges Blanques | cabana       |         | 41° 27′ 53″ N, 0° 55′ 29″ E / 41.4646165183255°N,0.924595499100498°E |           |                     | Modifica les dades a Wikidata |
|        | cabana del Tal·lara              | les Borges Blanques | cabana       |         | 41° 29′ 46″ N, 0° 52′ 46″ E / 41.4961884928901°N,0.879370482748798°E |           |                     | Modifica les dades a Wikidata |
|        | cabana del Tato                  | les Borges Blanques | cabana       |         | 41° 28′ 55″ N, 0° 54′ 51″ E / 41.4819899855214°N,0.914112023486612°E |           |                     | Modifica les dades a Wikidata |
|        | cabana del Ton del Polsós        | les Borges Blanques | cabana       |         | 41° 29′ 00″ N, 0° 50′ 46″ E / 41.483303079596°N,0.846110723943607°E  |           |                     | Modifica les dades a Wikidata |
|        | cabana del Tonet de la Polònia   | les Borges Blanques | cabana       |         | 41° 28′ 58″ N, 0° 53′ 42″ E / 41.4827650087953°N,0.894863722348302°E |           |                     | Modifica les dades a Wikidata |
|        | cabana del Tonet de la Serradora | les Borges Blanques | cabana       |         | 41° 28′ 26″ N, 0° 53′ 31″ E / 41.4739290047214°N,0.891892399305652°E |           |                     | Modifica les dades a Wikidata |
|        | cabana del Vicent Montgai        | les Borges Blanques | cabana       |         | 41° 28′ 48″ N, 0° 54′ 01″ E / 41.4800805393945°N,0.900256322056917°E |           |                     | Modifica les dades a Wikidata |
|        | cabana del Vint-i-dos            | les Borges Blanques | cabana       |         | 41° 29′ 45″ N, 0° 51′ 52″ E / 41.4959294722991°N,0.864404414419587°E |           |                     | Modifica les dades a Wikidata |
|        | cabana del Xicó                  | les Borges Blanques | cabana       |         | 41° 29′ 09″ N, 0° 51′ 51″ E / 41.4858455672319°N,0.864112873388758°E |           |                     | Modifica les dades a Wikidata |
|        | cabana del Xirrín                | les Borges Blanques | cabana       |         | 41° 28′ 09″ N, 0° 53′ 00″ E / 41.4692884578188°N,0.883444953980393°E |           |                     | Modifica les dades a Wikidata |
|        | cabanes del Claveria             | les Borges Blanques | cabana       |         | 41° 28′ 56″ N, 0° 52′ 30″ E / 41.482203656188°N,0.875119687818941°E  |           |                     | Modifica les dades a Wikidata |
|        | corral de l'Àngel Camí           | les Borges Blanques | cabana       |         | 41° 28′ 01″ N, 0° 50′ 43″ E / 41.4670401789385°N,0.845320147441082°E |           |                     | Modifica les dades a Wikidata |
|        | corral del Carmel                | les Borges Blanques | cabana       |         | 41° 29′ 41″ N, 0° 52′ 54″ E / 41.494634112791°N,0.881529576288448°E  |           |                     | Modifica les dades a Wikidata |
|        | corral del Fèlix del Mossada     | les Borges Blanques | cabana       |         | 41° 28′ 47″ N, 0° 50′ 58″ E / 41.4796193362383°N,0.849478409154634°E |           |                     | Modifica les dades a Wikidata |
|        | corral del Nepra                 | les Borges Blanques | cabana       |         | 41° 29′ 33″ N, 0° 50′ 47″ E / 41.4924582851593°N,0.846346395034522°E |           |                     | Modifica les dades a Wikidata |
|        | corral del Pla del Maior         | les Borges Blanques | cabana       |         | 41° 28′ 08″ N, 0° 52′ 11″ E / 41.4689293790819°N,0.86985344476101°E  |           |                     | Modifica les dades a Wikidata |
|        | pleta del Paco                   | les Borges Blanques | cabana       |         | 41° 29′ 59″ N, 0° 52′ 34″ E / 41.4996676416447°N,0.876094136292587°E |           |                     | Modifica les dades a Wikidata |

## cabana de volta
| imatge | Nom                            | Ubicat a            | instància de    | Detalls                     | coordenades                                        | Protecció                                  | Commons (més fotos) | Dades a WD                    |
| ------ | ------------------------------ | ------------------- | --------------- | --------------------------- | -------------------------------------------------- | ------------------------------------------ | ------------------- | ----------------------------- |
|        | Cabana Mixta                   | les Borges Blanques | cabana de volta | Estil: arquitectura popular | 41° 28′ 41″ N, 0° 51′ 38″ E / 41.47801°N,0.86059°E | bé integrant del patrimoni cultural català |                     | Modifica les dades a Wikidata |
|        | Construccions de pedra seca I  | les Borges Blanques | cabana de volta | Estil: arquitectura popular | 41° 29′ 03″ N, 0° 52′ 49″ E / 41.48405°N,0.88018°E | bé integrant del patrimoni cultural català |                     | Modifica les dades a Wikidata |
|        | Construccions de pedra seca II | les Borges Blanques | cabana de volta | Estil: arquitectura popular | 41° 29′ 05″ N, 0° 54′ 48″ E / 41.48483°N,0.91342°E | bé integrant del patrimoni cultural català |                     | Modifica les dades a Wikidata |
|        | cabana de volta                | les Borges Blanques | cabana de volta | Estil: arquitectura popular | 41° 29′ 02″ N, 0° 52′ 59″ E / 41.48382°N,0.88302°E | bé integrant del patrimoni cultural català |                     | Modifica les dades a Wikidata |

## casa
| imatge | Nom               | Ubicat a            | instància de | Detalls                                                | coordenades                                                                                        | Protecció                                  | Commons (més fotos)                     | Dades a WD                    |
| ------ | ----------------- | ------------------- | ------------ | ------------------------------------------------------ | -------------------------------------------------------------------------------------------------- | ------------------------------------------ | --------------------------------------- | ----------------------------- |
|        | Cal Farre de Tall | les Borges Blanques | casa         |                                                        | 41° 31′ 18″ N, 0° 52′ 03″ E / 41.52173°N,0.86759°E                                                 | bé integrant del patrimoni cultural català | Cal Farre de Tall (les Borges Blanques) | Modifica les dades a Wikidata |
|        | Cal Gall          | les Borges Blanques | casa         | Estil: arquitectura modernista 20th century            | 41° 31′ 16″ N, 0° 52′ 15″ E / 41.521111111111°N,0.87083333333333°E ca:Carrer Santa Justina, 28     | bé integrant del patrimoni cultural català | Cal Gall (les Borges Blanques)          | Modifica les dades a Wikidata |
|        | Cal Gasull        | les Borges Blanques | casa         | Estil: arquitectura modernista 1888 Superfície: 3500m² | 41° 31′ 21″ N, 0° 52′ 29″ E / 41.5225°N,0.87472222222222°E ca:Avinguda Santiago Rusiñol, 12        | bé integrant del patrimoni cultural català |                                         | Modifica les dades a Wikidata |
|        | Cal Gineret       | les Borges Blanques | casa         |                                                        | 41° 31′ 19″ N, 0° 52′ 13″ E / 41.52191°N,0.87033°E                                                 | bé cultural d'interès local                |                                         | Modifica les dades a Wikidata |
|        | Cal Marsal        | les Borges Blanques | casa         | Estil: arquitectura eclèctica                          | 41° 31′ 13″ N, 0° 52′ 05″ E / 41.52025°N,0.86803°E                                                 | bé integrant del patrimoni cultural català |                                         | Modifica les dades a Wikidata |
|        | Cal Masgoret      | les Borges Blanques | casa         | Estil: arquitectura barroca                            | 41° 31′ 16″ N, 0° 52′ 03″ E / 41.52121°N,0.86749°E ca:Plaça Primer d'Octubre, 11                   | bé integrant del patrimoni cultural català | Cal Masgoret (les Borges Blanques)      | Modifica les dades a Wikidata |
|        | Cal Menso         | les Borges Blanques | casa         | Estil: noucentisme                                     | 41° 31′ 15″ N, 0° 52′ 04″ E / 41.52078°N,0.86787°E ca:Plaça Primer d'Octubre, 2 / Carrer del Carme | bé integrant del patrimoni cultural català | Cal Menso (les Borges Blanques)         | Modifica les dades a Wikidata |
|        | Cal Paco          | les Borges Blanques | casa         | Estil: noucentisme                                     | 41° 31′ 11″ N, 0° 52′ 00″ E / 41.51965°N,0.86667°E ca:Passeig del Terrall, 4                       | bé integrant del patrimoni cultural català |                                         | Modifica les dades a Wikidata |
|        | Cal Pifarré       | les Borges Blanques | casa         | Estil: arquitectura modernista                         | 41° 31′ 22″ N, 0° 52′ 22″ E / 41.52275°N,0.87278°E ca:Carrer Santiago Rusiñol, 73                  | bé integrant del patrimoni cultural català | Cal Pifarre (les Borges Blanques)       | Modifica les dades a Wikidata |
|        | Cal Segarra       | les Borges Blanques | casa         | Estil: arquitectura eclèctica                          | 41° 31′ 15″ N, 0° 52′ 03″ E / 41.52074°N,0.86759°E ca:Plaça Primer d'Octubre, 7                    | bé integrant del patrimoni cultural català | Cal Segarra (les Borges Blanques)       | Modifica les dades a Wikidata |
|        | Vil·la Teresa     | les Borges Blanques | casa         | Estil: arquitectura eclèctica                          | 41° 31′ 28″ N, 0° 52′ 23″ E / 41.52445°N,0.87297°E                                                 | bé integrant del patrimoni cultural català |                                         | Modifica les dades a Wikidata |
|        | casal Marino      | les Borges Blanques | casa         | Estil: arquitectura popular                            | 41° 31′ 19″ N, 0° 51′ 59″ E / 41.52184°N,0.86645°E                                                 | bé integrant del patrimoni cultural català |                                         | Modifica les dades a Wikidata |

## edifici
| imatge | Nom                                     | Ubicat a            | instància de | Detalls                                         | coordenades                                                                                       | Protecció                                  | Commons (més fotos)                               | Dades a WD                    |
| ------ | --------------------------------------- | ------------------- | ------------ | ----------------------------------------------- | ------------------------------------------------------------------------------------------------- | ------------------------------------------ | ------------------------------------------------- | ----------------------------- |
|        | Antic Ajuntament de les Borges Blanques | les Borges Blanques | edifici      | Estil: arquitectura popular                     | 41° 31′ 17″ N, 0° 52′ 04″ E / 41.52149°N,0.86781°E                                                | bé integrant del patrimoni cultural català |                                                   | Modifica les dades a Wikidata |
|        | Antic jutjat de les Borges Blanques     | les Borges Blanques | edifici      | Estil: arquitectura modernista                  | 41° 31′ 18″ N, 0° 52′ 06″ E / 41.521666666667°N,0.86833333333333°E ca:Carrer de la Carnisseria, 6 | bé integrant del patrimoni cultural català |                                                   | Modifica les dades a Wikidata |
|        | Cafè Terrall                            | les Borges Blanques | edifici      | Estil: arquitectura popular                     | 41° 31′ 05″ N, 0° 52′ 04″ E / 41.51814°N,0.86788°E                                                | bé integrant del patrimoni cultural català |                                                   | Modifica les dades a Wikidata |
|        | Casa de la Cultura                      | les Borges Blanques | edifici      |                                                 | 41° 31′ 06″ N, 0° 52′ 04″ E / 41.51841°N,0.86775°E                                                | bé integrant del patrimoni cultural català |                                                   | Modifica les dades a Wikidata |
|        | Centre Republicà                        | les Borges Blanques | edifici      | Estil: noucentisme Estat: enderrocat o destruït |                                                                                                   | bé integrant del patrimoni cultural català |                                                   | Modifica les dades a Wikidata |
|        | Centre Republicà d'Esquerra             | les Borges Blanques | edifici      | Estil: noucentisme                              | 41° 31′ 16″ N, 0° 52′ 07″ E / 41.52113°N,0.86848°E ca:Carrer Nou, 11                              | bé integrant del patrimoni cultural català | Centre Republicà d'Esquerra (les Borges Blanques) | Modifica les dades a Wikidata |
|        | Consell Comarcal de les Garrigues       | les Borges Blanques | edifici      |                                                 | 41° 30′ 49″ N, 0° 52′ 35″ E / 41.5134804845738°N,0.876397395493636°E                              |                                            |                                                   | Modifica les dades a Wikidata |
|        | Convent de les Carmelites               | les Borges Blanques | edifici      | Estil: arquitectura popular                     | 41° 31′ 11″ N, 0° 52′ 01″ E / 41.5197°N,0.86706°E                                                 | bé integrant del patrimoni cultural català |                                                   | Modifica les dades a Wikidata |
|        | Envelat                                 | les Borges Blanques | edifici      | Estat: enderrocat o destruït                    |                                                                                                   | bé integrant del patrimoni cultural català |                                                   | Modifica les dades a Wikidata |
|        | Museu de l'Oli                          | les Borges Blanques | edifici      | Estil: arquitectura popular 17th century        | 41° 31′ 50″ N, 0° 50′ 41″ E / 41.530556°N,0.844722°E ca:Ctra. Tarragona-Lleida, km 71 265 msnm    | bé integrant del patrimoni cultural català | Museu de l'Oli                                    | Modifica les dades a Wikidata |
|        | fàbrica de Farines                      | les Borges Blanques | edifici      | Estil: racionalisme arquitectònic               | 41° 31′ 23″ N, 0° 51′ 46″ E / 41.52309°N,0.86285°E                                                | bé integrant del patrimoni cultural català |                                                   | Modifica les dades a Wikidata |
|        | l'Abadia                                | les Borges Blanques | edifici      | Estil: arquitectura popular                     | 41° 31′ 20″ N, 0° 52′ 06″ E / 41.52214°N,0.86844°E ca:Carrer Abadia, 8                            | bé integrant del patrimoni cultural català | L'Abadia (les Borges Blanques)                    | Modifica les dades a Wikidata |

## església
| imatge | Nom                                            | Ubicat a            | instància de     | Detalls                                        | coordenades                                                                                       | Protecció                                  | Commons (més fotos)                  | Dades a WD                    |
| ------ | ---------------------------------------------- | ------------------- | ---------------- | ---------------------------------------------- | ------------------------------------------------------------------------------------------------- | ------------------------------------------ | ------------------------------------ | ----------------------------- |
|        | Mare de Déu dels Dolors de les Borges Blanques | les Borges Blanques | església         | Estil: arquitectura barroca                    | 41° 31′ 19″ N, 0° 52′ 01″ E / 41.52187°N,0.86702°E                                                | bé integrant del patrimoni cultural català |                                      | Modifica les dades a Wikidata |
|        | Sant Cristòfol de les Borges Blanques          | les Borges Blanques | església         | 20th century                                   | 41° 31′ 25″ N, 0° 53′ 16″ E / 41.523728°N,0.887802°E                                              | bé cultural d'interès local                |                                      | Modifica les dades a Wikidata |
|        | Sant Salvador de les Borges Blanques           | les Borges Blanques | església         | Estil: arquitectura popular 13rd century       | 41° 29′ 29″ N, 0° 52′ 27″ E / 41.49148°N,0.87408°E ca:Partida Freginals, ctra. de Cervià 343 msnm | bé cultural d'interès local                | Sant Salvador de les Borges Blanques | Modifica les dades a Wikidata |
|        | capella del Mas Balcells                       | les Borges Blanques | església capella | Estil: historicisme arquitectònic 19th century | 41° 29′ 42″ N, 0° 51′ 00″ E / 41.49494°N,0.84989°E ca:Paratge Roquis, partida de la Pujada        | bé integrant del patrimoni cultural català | Capella del Mas Balcells             | Modifica les dades a Wikidata |
|        | l'Assumpta de les Borges Blanques              | les Borges Blanques | església         | Estil: arquitectura barroca                    | 41° 31′ 19″ N, 0° 52′ 07″ E / 41.5219°N,0.86873°E                                                 | bé integrant del patrimoni cultural català | L'Assumpta de les Borges Blanques    | Modifica les dades a Wikidata |

## font
| imatge | Nom                  | Ubicat a            | instància de | Detalls                         | coordenades                                                        | Protecció                                  | Commons (més fotos) | Dades a WD                    |
| ------ | -------------------- | ------------------- | ------------ | ------------------------------- | ------------------------------------------------------------------ | ------------------------------------------ | ------------------- | ----------------------------- |
|        | Font                 | les Borges Blanques | font         | Estil: arquitectura neoclàssica | 41° 31′ 08″ N, 0° 51′ 59″ E / 41.518865°N,0.866357°E               | bé integrant del patrimoni cultural català |                     | Modifica les dades a Wikidata |
|        | font de la Fontvella | les Borges Blanques | font         |                                 | 41° 31′ 56″ N, 0° 53′ 25″ E / 41.532300005155°N,0.8903862072076°E  |                                            |                     | Modifica les dades a Wikidata |
|        | fonteta del Cagando  | les Borges Blanques | font         |                                 | 41° 27′ 50″ N, 0° 50′ 50″ E / 41.463948126978°N,0.84710446259469°E |                                            |                     | Modifica les dades a Wikidata |

## granja
| imatge | Nom                     | Ubicat a            | instància de | Detalls | coordenades                                                          | Protecció | Commons (més fotos) | Dades a WD                    |
| ------ | ----------------------- | ------------------- | ------------ | ------- | -------------------------------------------------------------------- | --------- | ------------------- | ----------------------------- |
|        | Granges del Bressolí    | les Borges Blanques | granja       |         | 41° 29′ 28″ N, 0° 52′ 01″ E / 41.4911861718174°N,0.867003936447203°E |           |                     | Modifica les dades a Wikidata |
|        | Granges del Carmel      | les Borges Blanques | granja       |         | 41° 29′ 37″ N, 0° 52′ 52″ E / 41.4935539131127°N,0.881073640631674°E |           |                     | Modifica les dades a Wikidata |
|        | Granja de Sant Sebastià | les Borges Blanques | granja       |         | 41° 32′ 10″ N, 0° 47′ 23″ E / 41.5362181833935°N,0.789706533887053°E |           |                     | Modifica les dades a Wikidata |
|        | Granja del Çalo         | les Borges Blanques | granja       |         | 41° 32′ 28″ N, 0° 47′ 05″ E / 41.541117719028°N,0.7846067350395°E    |           |                     | Modifica les dades a Wikidata |

## indret
| imatge | Nom                                                | Ubicat a            | instància de | Detalls | coordenades                                        | Protecció                                  | Commons (més fotos) | Dades a WD                    |
| ------ | -------------------------------------------------- | ------------------- | ------------ | ------- | -------------------------------------------------- | ------------------------------------------ | ------------------- | ----------------------------- |
|        | Parc arbrat del Canal Principal d'Urgell 4a séquia | les Borges Blanques | indret       |         |                                                    | bé cultural d'interès local                |                     | Modifica les dades a Wikidata |
|        | Passeig del Terrall                                | les Borges Blanques | indret       |         | 41° 31′ 11″ N, 0° 52′ 03″ E / 41.5198°N,0.867446°E | bé integrant del patrimoni cultural català | Passeig del Terrall | Modifica les dades a Wikidata |

## masia
| imatge | Nom                                          | Ubicat a            | instància de | Detalls                     | coordenades                                                                | Protecció                                  | Commons (més fotos) | Dades a WD                    |
| ------ | -------------------------------------------- | ------------------- | ------------ | --------------------------- | -------------------------------------------------------------------------- | ------------------------------------------ | ------------------- | ----------------------------- |
|        | Ca l'Estrader                                | les Borges Blanques | masia        |                             | 41° 31′ 41″ N, 0° 51′ 13″ E / 41.5281697870404°N,0.853575806984359°E       |                                            |                     | Modifica les dades a Wikidata |
|        | Cal Casó                                     | les Borges Blanques | masia        |                             | 41° 30′ 42″ N, 0° 55′ 05″ E / 41.511597016746°N,0.918194142520412°E        |                                            |                     | Modifica les dades a Wikidata |
|        | Cal Ferran                                   | les Borges Blanques | masia        |                             | 41° 31′ 33″ N, 0° 52′ 44″ E / 41.5259717083929°N,0.878781367222233°E       |                                            |                     | Modifica les dades a Wikidata |
|        | Casa del Rosinac                             | les Borges Blanques | masia        |                             | 41° 32′ 17″ N, 0° 46′ 52″ E / 41.5381156935111°N,0.781142883416707°E       |                                            |                     | Modifica les dades a Wikidata |
|        | Casilla de la Carretera de l'Hostal del Llop | les Borges Blanques | masia        |                             | 41° 28′ 43″ N, 0° 54′ 44″ E / 41.4786148000143°N,0.912256155582025°E       |                                            |                     | Modifica les dades a Wikidata |
|        | Finca Grau                                   | les Borges Blanques | masia        |                             | 41° 32′ 13″ N, 0° 47′ 28″ E / 41.5369547993586°N,0.791012012840742°E       |                                            |                     | Modifica les dades a Wikidata |
|        | Hostal del Llop                              | les Borges Blanques | masia        |                             | 41° 28′ 56″ N, 0° 54′ 38″ E / 41.4823151071037°N,0.910688107054679°E       |                                            |                     | Modifica les dades a Wikidata |
|        | Mas Colom                                    | les Borges Blanques | masia        |                             | 41° 31′ 34″ N, 0° 48′ 25″ E / 41.5261469690544°N,0.807008444943879°E       |                                            |                     | Modifica les dades a Wikidata |
|        | Mas Concabella                               | les Borges Blanques | masia        |                             | 41° 32′ 11″ N, 0° 47′ 57″ E / 41.5364454651568°N,0.799204504292668°E       |                                            |                     | Modifica les dades a Wikidata |
|        | Mas Pinell                                   | les Borges Blanques | masia        |                             | 41° 32′ 00″ N, 0° 48′ 31″ E / 41.5332770637529°N,0.808733303830564°E       |                                            |                     | Modifica les dades a Wikidata |
|        | Mas Roig                                     | les Borges Blanques | masia        | Estil: arquitectura popular | 41° 31′ 39″ N, 0° 47′ 18″ E / 41.52742°N,0.78845°E ca:Ctra. C-341, km, 3,5 | bé integrant del patrimoni cultural català |                     | Modifica les dades a Wikidata |
|        | Mas Tres Pins                                | les Borges Blanques | masia        |                             | 41° 32′ 13″ N, 0° 48′ 18″ E / 41.537008121512°N,0.80512497810026°E         |                                            |                     | Modifica les dades a Wikidata |
|        | Mas Vell                                     | les Borges Blanques | masia        |                             | 41° 31′ 55″ N, 0° 48′ 15″ E / 41.5320090366563°N,0.804113478462484°E       |                                            |                     | Modifica les dades a Wikidata |
|        | Mas de Sant Sebastià                         | les Borges Blanques | masia        |                             | 41° 32′ 14″ N, 0° 47′ 17″ E / 41.5373546256483°N,0.787917693767793°E       |                                            |                     | Modifica les dades a Wikidata |
|        | Mas del Boter                                | les Borges Blanques | masia        |                             | 41° 31′ 54″ N, 0° 47′ 25″ E / 41.5316008122592°N,0.7903312508417°E         |                                            |                     | Modifica les dades a Wikidata |
|        | Mas del Conco                                | les Borges Blanques | masia        |                             | 41° 28′ 13″ N, 0° 55′ 26″ E / 41.4704143292186°N,0.923955469796281°E       |                                            |                     | Modifica les dades a Wikidata |
|        | Mas del Moro                                 | les Borges Blanques | masia        |                             | 41° 27′ 06″ N, 0° 53′ 12″ E / 41.4517212029167°N,0.886650047072014°E       |                                            |                     | Modifica les dades a Wikidata |
|        | Mas del Rector                               | les Borges Blanques | masia        |                             | 41° 32′ 19″ N, 0° 46′ 50″ E / 41.5384895367681°N,0.78044681794344°E        |                                            |                     | Modifica les dades a Wikidata |
|        | Masia del Manquelo                           | les Borges Blanques | masia        |                             | 41° 28′ 32″ N, 0° 53′ 19″ E / 41.475526261911°N,0.88863626504285°E         |                                            |                     | Modifica les dades a Wikidata |
|        | Torre Benet                                  | les Borges Blanques | masia        |                             | 41° 31′ 34″ N, 0° 52′ 32″ E / 41.5261809142584°N,0.87547859876333°E        |                                            |                     | Modifica les dades a Wikidata |
|        | Torre Bigordà                                | les Borges Blanques | masia        |                             | 41° 30′ 35″ N, 0° 51′ 46″ E / 41.5097316907285°N,0.862680565889909°E       |                                            |                     | Modifica les dades a Wikidata |
|        | Torre Sala                                   | les Borges Blanques | masia        |                             | 41° 31′ 44″ N, 0° 50′ 20″ E / 41.5289833063926°N,0.838830469453118°E       |                                            |                     | Modifica les dades a Wikidata |
|        | Torre del Filella                            | les Borges Blanques | masia        |                             | 41° 31′ 50″ N, 0° 50′ 42″ E / 41.530522405789°N,0.845011930473023°E        |                                            |                     | Modifica les dades a Wikidata |
|        | Torreta del Mir                              | les Borges Blanques | masia        |                             | 41° 29′ 22″ N, 0° 52′ 44″ E / 41.4893972763381°N,0.878873355291018°E       |                                            |                     | Modifica les dades a Wikidata |
|        | Xalet de l'Andorrà                           | les Borges Blanques | masia        |                             | 41° 29′ 26″ N, 0° 52′ 53″ E / 41.4906324633808°N,0.881384498571222°E       |                                            |                     | Modifica les dades a Wikidata |
|        | Xalet del Carmel                             | les Borges Blanques | masia        |                             | 41° 29′ 35″ N, 0° 52′ 47″ E / 41.4930721138441°N,0.879855501702465°E       |                                            |                     | Modifica les dades a Wikidata |
|        | la Coixa                                     | les Borges Blanques | masia        |                             | 41° 32′ 14″ N, 0° 48′ 22″ E / 41.5372814911173°N,0.806188655063594°E       |                                            |                     | Modifica les dades a Wikidata |

## muntanya
| imatge | Nom                          | Ubicat a                                    | instància de | Detalls | coordenades                                                             | Protecció | Commons (més fotos)               | Dades a WD                    |
| ------ | ---------------------------- | ------------------------------------------- | ------------ | ------- | ----------------------------------------------------------------------- | --------- | --------------------------------- | ----------------------------- |
|        | Miravall                     | Castelldans les Borges Blanques Juneda      | muntanya     |         | 41° 31′ 08″ N, 0° 48′ 38″ E / 41.5189°N,0.810667°E 332.3 msnm           |           |                                   | Modifica les dades a Wikidata |
|        | Punta del Pouet              | Cervià de les Garrigues les Borges Blanques | muntanya     |         | 41° 26′ 41″ N, 0° 52′ 40″ E / 41.44466667°N,0.87769444°E 654 msnm       |           | Punta del Pouet                   | Modifica les dades a Wikidata |
|        | Punta dels Marquesos         | Cervià de les Garrigues les Borges Blanques | muntanya     |         | 41° 27′ 07″ N, 0° 52′ 17″ E / 41.4519°N,0.871417°E 655 msnm             |           | Punta dels Marquesos              | Modifica les dades a Wikidata |
|        | Tossal de la Mola            | les Borges Blanques                         | muntanya     |         | 41° 28′ 05″ N, 0° 51′ 56″ E / 41.46797222°N,0.86544444°E 572.2 msnm     |           |                                   | Modifica les dades a Wikidata |
|        | Tossal del Penjat            | les Borges Blanques                         | muntanya     |         | 41° 30′ 59″ N, 0° 54′ 08″ E / 41.5163°N,0.902361°E 330.7 msnm           |           |                                   | Modifica les dades a Wikidata |
|        | Turó de la Bassa de la Torre | les Borges Blanques                         | muntanya     |         | 41° 28′ 56″ N, 0° 51′ 32″ E / 41.48211111°N,0.85888889°E 456.2 msnm     |           |                                   | Modifica les dades a Wikidata |
|        | els Bessons                  | les Borges Blanques                         | muntanya     |         | 41° 28′ 00″ N, 0° 50′ 50″ E / 41.4665607398°N,0.847132154148°E 593 msnm |           | Els Bessons (les Borges Blanques) | Modifica les dades a Wikidata |

## polígon industrial
| imatge | Nom                             | Ubicat a            | instància de       | Detalls | coordenades                                                          | Protecció | Commons (més fotos) | Dades a WD                    |
| ------ | ------------------------------- | ------------------- | ------------------ | ------- | -------------------------------------------------------------------- | --------- | ------------------- | ----------------------------- |
|        | Polígon industrial Castellots   | les Borges Blanques | polígon industrial |         | 41° 30′ 37″ N, 0° 53′ 24″ E / 41.5103330987959°N,0.889872533610402°E |           |                     | Modifica les dades a Wikidata |
|        | Polígon industrial Les Verdunes | les Borges Blanques | polígon industrial |         | 41° 30′ 29″ N, 0° 50′ 48″ E / 41.5080015178701°N,0.846705808736157°E |           |                     | Modifica les dades a Wikidata |

## Misc
| imatge | Nom                                | Ubicat a                                                       | instància de                                   | Detalls                                                                                    | coordenades | Protecció                                                                                        | Commons (més fotos)                           | Dades a WD                    |
| ------ | ---------------------------------- | -------------------------------------------------------------- | ---------------------------------------------- | ------------------------------------------------------------------------------------------ | --- | ------------------------------------------------------------------------------------------------ | --------------------------------------------- | ----------------------------- |
|        | Bessons                            | les Borges Blanques                                            | vèrtex geodèsic                                | Alt: 1.2m                                                                                  | 41° 27′ 59″ N, 0° 50′ 50″ E / 41.466425°N,0.847305°E 594.041 msnm                                                                  |                                                                                                  |                                               | Modifica les dades a Wikidata |
|        | Cau del Vent                       | les Borges Blanques                                            | abric rocós                                    |                                                                                            | 41° 29′ 12″ N, 0° 50′ 59″ E / 41.4866311659974°N,0.849725575386651°E                                                               |                                                                                                  |                                               | Modifica les dades a Wikidata |
|        | Estació de les Borges Blanques     | les Borges Blanques                                            | estació de ferrocarril                         |                                                                                            | 41° 31′ 17″ N, 0° 52′ 40″ E / 41.52145556°N,0.87786111°E                                                                           |                                                                                                  |                                               | Modifica les dades a Wikidata |
|        | Fornet de Sant Salvador            | les Borges Blanques                                            | cisterna                                       | Estil: arquitectura gòtica 14th century                                                    | 41° 29′ 30″ N, 0° 52′ 24″ E / 41.49163°N,0.8734°E ca:Partida dels Freginals, ctra. de Cervià 343 msnm                              | bé integrant del patrimoni cultural català                                                       | Fornet de Sant Salvador                       | Modifica les dades a Wikidata |
|        | Molí del Mas Roig                  | les Borges Blanques                                            | molí d'aigua                                   |                                                                                            | 41° 31′ 31″ N, 0° 47′ 35″ E / 41.5254014959636°N,0.792999205348338°E                                                               |                                                                                                  |                                               | Modifica les dades a Wikidata |
|        | Monument al Pagès de les Garrigues | les Borges Blanques                                            | monument                                       | Estil: arquitectura popular                                                                | 41° 31′ 10″ N, 0° 52′ 02″ E / 41.51957°N,0.86728°E                                                                                 | bé integrant del patrimoni cultural català                                                       | Monument al Pagès de les Garrigues            | Modifica les dades a Wikidata |
|        | Roquetes del Vallabriga            | les Borges Blanques                                            | menhir                                         |                                                                                            | 41° 28′ 24″ N, 0° 51′ 00″ E / 41.4733344814472°N,0.850057478238603°E                                                               |                                                                                                  |                                               | Modifica les dades a Wikidata |
|        | Serra Llarga                       | l'Albi les Borges Blanques                                     | serra                                          |                                                                                            | 41° 27′ 11″ N, 0° 53′ 28″ E / 41.45316667°N,0.89102778°E 560.4 msnm                                                                |                                                                                                  |                                               | Modifica les dades a Wikidata |
|        | canal d'Urgell                     | Noguera Urgell Pla d'Urgell Garrigues Segrià                   | canal de reg                                   | Desemboca: Segre Llarg: 144.2km                                                            | 41° 55′ 47″ N, 1° 09′ 50″ E / 41.92977111111111°N,1.16391°E 41° 34′ 27″ N, 0° 34′ 37″ E / 41.57407111111111°N,0.5769580555555556°E |                                                                                                  | Canal d'Urgell                                | Modifica les dades a Wikidata |
|        | castell de les Borges Blanques     | les Borges Blanques                                            | castell                                        | Estil: arquitectura romànica arquitectura gòtica 13rd century Estat: enderrocat o destruït | 41° 31′ 23″ N, 0° 52′ 03″ E / 41.522959°N,0.867407°E ca:Enderrocat, les Borges Blanques 308 msnm                                   | bé d'interès cultural bé cultural d'interès nacional                                             |                                               | Modifica les dades a Wikidata |
|        | els Bessons                        | Juneda les Borges Blanques Cervià de les Garrigues Castelldans | àrea protegida Pla d'Espais d'Interès Natural  | 1992 Superfície: 425.5916ha                                                                | 41° 27′ 55″ N, 0° 50′ 48″ E / 41.4653°N,0.8468°E                                                                                   |                                                                                                  | Els Bessons (espai protegit)                  | Modifica les dades a Wikidata |
|        | la Creueta                         | les Borges Blanques                                            | creu de terme                                  |                                                                                            | 41° 31′ 10″ N, 0° 51′ 45″ E / 41.51954605695137°N,0.8623662977373299°E                                                             |                                                                                                  |                                               | Modifica les dades a Wikidata |
|        | les Borges Blanques                | les Borges Blanques                                            | entitat singular de població capital municipal | 6340 hab                                                                                   | 41° 31′ 18″ N, 0° 52′ 08″ E / 41.52178555°N,0.86890823°E 303 msnm                                                                  |                                                                                                  |                                               | Modifica les dades a Wikidata |
|        | les Roques Guàrdies II             | les Borges Blanques                                            | jaciment arqueològic gruta amb art rupestre    |                                                                                            | 41° 29′ 48″ N, 0° 50′ 52″ E / 41.49677°N,0.8478°E                                                                                  | bé d'interès cultural lloc component de Patrimoni de la Humanitat bé cultural d'interès nacional |                                               | Modifica les dades a Wikidata |
|        | oliveres del Parc Temàtic de l'Oli | les Borges Blanques                                            | arbre singular                                 | Taxon: olivera (Olea europaea)                                                             | 41° 31′ 50″ N, 0° 50′ 43″ E / 41.530591°N,0.845309°E                                                                               |                                                                                                  |                                               | Modifica les dades a Wikidata |
|        | palau del Marquès d'Olivart        | les Borges Blanques                                            | casa consistorial                              | Estil: historicisme arquitectònic                                                          | 41° 31′ 14″ N, 0° 52′ 08″ E / 41.52067°N,0.86899°E ca:Carrer del Carme, 21                                                         | bé cultural d'interès local                                                                      | Palau del Marquès d'Olivart                   | Modifica les dades a Wikidata |
|        | plaça de la Constitució            | les Borges Blanques                                            | plaça                                          | Estil: arquitectura popular                                                                | 41° 31′ 17″ N, 0° 52′ 04″ E / 41.52137°N,0.86768°E                                                                                 | bé integrant del patrimoni cultural català                                                       | Plaça de la Constitució (les Borges Blanques) | Modifica les dades a Wikidata |
|        | sitja de Borges Blanques           | les Borges Blanques                                            | sitja                                          | Estil: Tipo D 1963 Estat: enderrocat o destruït Superfície: 394m²                          | 41° 31′ 02″ N, 0° 52′ 27″ E / 41.51725°N,0.8740833333333333°E                                                                      |                                                                                                  |                                               | Modifica les dades a Wikidata |